# Villers-devant-le-Thour
 Villers-devant-le-Thour  là một xã ở tỉnh Ardennes, thuộc vùng Grand Est ở phía bắc nước Pháp.